# Dysphaea gloriosa
Dysphaea gloriosa – gatunek ważki z rodziny Euphaeidae.